# Sokół preriowy
Sokół preriowy (Falco mexicanus) – gatunek średniej wielkości ptaka drapieżnego z rodziny sokołowatych (Falconidae), zamieszkujący Amerykę Północną.
SystematykaGatunek monotypowy (nie wyróżnia się podgatunków). Bywał umieszczany w rodzajach Gennaia lub Hierofalco.
Rozmiary i wyglądDługość ciała 37–47 cm, rozpiętość skrzydeł 90–113 cm, masa ciała 420–1100 g. W locie widać charakterystyczny ciemny spód skrzydeł. Dorosłe ptaki z wierzchu ciała piaskowobrązowe, spód ciała płowy do kremowego z brązowymi plamkami na piersi, brzuchu oraz zarośniętych częściowo nogach. Obie płci podobne. Młode ptaki są ciemniejsze z wierzchu i od spodu, mają więcej plamek.
Zasięg, środowiskoWystępuje od południowo-zachodniej Kanady przez zachodnie i zachodnio-środkowe USA po północny Meksyk. Częściowo wędrowny. Zamieszkuje wszelkiego rodzaju tereny otwarte, w tym równiny, łąki, stepy, pustynie i obszary rolnicze, szczególnie tam, gdzie występują klify odpowiednie do gniazdowania i odpoczynku.
PożywieniePoluje głównie na małe ssaki, zwłaszcza świstaki, i ptaki średniej wielkości (wojaki, góropatwy, bażanty, przepiórki), rzadziej na jaszczurki i owady. Poluje z zasiadki lub z niskiego, szybkiego lotu. Ofiarę chwyta tuż nad ziemią lub bezpośrednio na niej.
StatusMiędzynarodowa Unia Ochrony Przyrody (IUCN) uznaje sokoła preriowego za gatunek najmniejszej troski (LC – least concern) nieprzerwanie od 1988 roku. Trend liczebności populacji uznaje się za wzrostowy.